# 아오테아로아
아오테아로아(마오리어: Aotearoa)는 마오리어에서 뉴질랜드를 가리키는 말이다. 마오리어에서는 북섬을 가리키는 것이었으나, 19세기 말부터 뉴질랜드 전체를 부르는 말이 되었다. 아오테아로아의 의미에 대해 다양한 해석이 있지만, 가장 통용되는 의미는 "길고 하얀 구름", 또는 그 파생적 표현이다. 이것은 폴리네시아의 항해사들이 나라를 찾을 때 도움을 주는 구름의 형태에서 비롯된 것이다.
20세기 말부터 "아오테아로아"는 뉴질랜드의 기관이나 단체에서 널리 사용되는 표기가 되었다. 대표적으로, 1990년대부터 뉴질랜드의 국가인 "신이시여 뉴질랜드를 지켜주소서" 또는 "아오테아로아"는 마오리어와 영어로 모두 부르는 것이 관례가 되었다.

## 어원
아오테아로아의 의미에 대해서는 확실하지가 않다. 아오테아로아는 마오리어에서 아오,테아,로아로 구별될 수 있는데 "아오"는 구름, 새벽, 낮, 세계를 의미하고 "테아"는 하얗다, 밝다, 명확하다는 의미를 지니고 있으며, "로아"는 길다는 뜻이다. 아오테아로아를 다르게 구별하면 "아오테아"와 "로아"로 나눠지는데, 여기서 아오테아는 뉴질랜드로 올 때 쓰인 전설의 와카의 이름 중 하나이다. 아오테아로아는 일반적으로 "길고 하얀 구름의 땅"이라고 번역된다. 또 다른 번역에는 "길고 밝은 세계" 또는 "긴 낮의 땅"으로도 번역하는데, 이는 뉴질랜드의 낮의 길이와 일조량을 언급한 것이다.
몇몇 전통 이야기에서 "아오테아로아"는 쿠페라는 탐험가의 카누의 이름이다. 그리고 쿠페는 카누의 이름을 따서 땅의 이름을 지었다. 쿠페의 부인 또는 딸인 쿠라마로티니는 수평선을 바라보며 "헤 아오, 헤 아오"라고 소리쳤는데 이는 "구름이다, 구름!"이라는 뜻이다. 다른 버전에서는 카누가 낮 동안에 길고 흰 구름의 인도를 받고, 밤에는 길고 밝은 구름의 인도를 받았다고 한다. 도착했을 때 쿠페의 승무원들은 땅이 있다는 표시로 긴 구름이 걸려 있는 것을 발견했다. 쿠페는 구름을 보고 "저것은 땅이 있다는 표시다!"라고 말했다. 구름이 그들을 안내했기 때문에, 쿠페는 땅 이름을 "아오테아로아"로 지었다고 한다.